# European Robotic Arm

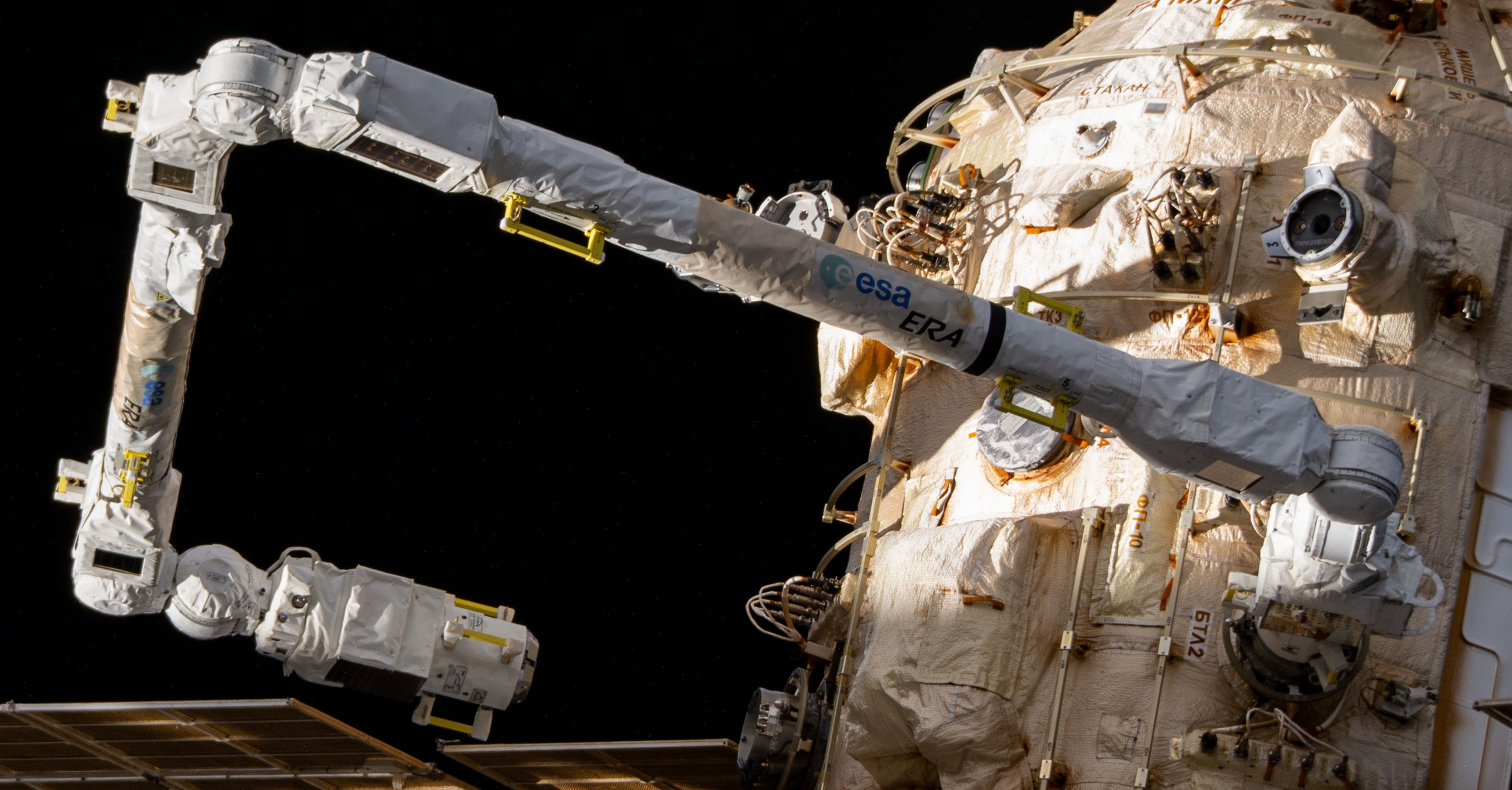
Der European Robotic Arm während eines Tests im Erdorbit am Nauka Modul der Internationalen Raumstation, aufgenommen am 5. Mai 2022

Der European Robotic Arm (ERA, englisch für Europäischer Roboterarm) ist ein von der europäischen Weltraumorganisation ESA entworfener und in Europa gebauter Roboterarm, der vom russischen Segment der Internationalen Raumstation (ISS) aus operiert.

## Aufgaben
Neben Inspektionsarbeiten und dem Transport von Experimenten wird ERA Raumfahrer zu ihren Einsatzorten bringen, was eine wesentlich schnellere Fortbewegung bei Außeneinsätzen ermöglicht. Nach dem Vorbild des bereits an der ISS installierten kanadischen Roboterarms Canadarm2 ist ERA in der Lage, von verschiedenen Versorgungspunkten des russischen Segmentes aus zu operieren. Dazu kann sich ERA ähnlich einer Spannerraupe entlang sogenannter Power and Data Grapple Fixtures, also Griffpunkten, an denen der Arm mit Strom und Daten versorgt wird, frei fortbewegen. Einige der von ERA wahrgenommenen Tätigkeiten laufen vollständig automatisch, also ohne die direkte Bedienung durch ein Mitglied der ISS-Besatzung, oder halbautomatisch ab. Dies soll präzises Arbeiten sicherstellen und zusätzlich der Besatzung ermöglichen, anderen Tätigkeiten nachzugehen. 
Die Aufgaben des ERA beinhalten:
- Aussetzen und Wiedereinbringen von Experimenten in den freien Weltraum
- Inspektion und Videoüberwachung der Station
- Unterstützung während Außenbordeinsätzen
- Installation und Aufstellung von Solarpaneelen
- Ersatz und Reparatur von Solarpaneelen
- Handhabung externer Nutzlasten

## Entwicklung
Die Entwicklung und der Bau des ERA wurden als internationales Projekt der ESA in Auftrag gegeben. Unter Leitung des niederländischen Hauptvertragspartners Dutch Space beteiligten sich mehrere europäische Unternehmen aus acht Ländern an dem Vorhaben. Der Grundgedanke war, den Wirkungsbereich des Canadarm2 zu erweitern, da dieser nicht in der Lage ist, sich am russischen Stationssegment fortzubewegen und somit nicht alle Bereiche der Station erreichen kann. Darüber hinaus sollte ein redundantes System für einen möglichen Ausfall des Canadarm2 geschaffen werden.
Weiterhin dient ERA der Erprobung und Erforschung einsatztauglicher Robotertechnik selbst, da er weitgehend selbständig arbeiten soll und das erste von der ESA entworfene System seiner Art darstellt. Die beiden anderen Roboterarme auf der ISS, Canadarm2 und Strela, werden überwiegend manuell gesteuert und bauen auf erfolgreichen Vorgängersystemen auf.

## Start und Installation

### Start

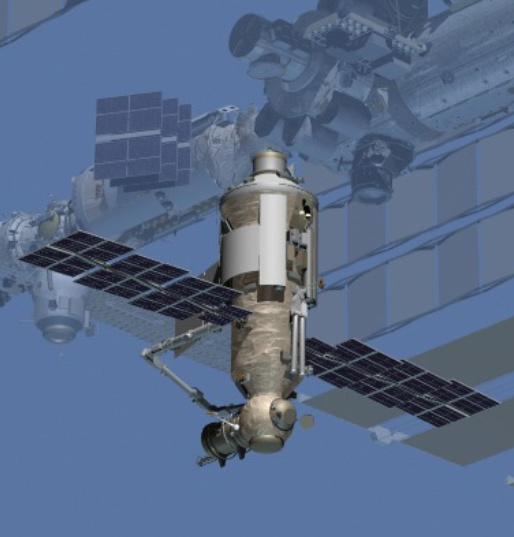
Das ISS-Modul Nauka mit dem daran angebrachtem ERA (Computergrafik)

Bereits im Sommer 2006 wurde ERA nach Russland geliefert, um die Integration an Nauka vorzunehmen und die Funktion des Systems zu überprüfen. Das System startete zusammen mit dem russischen Forschungsmodul Nauka (MLM) an Bord einer russischen Proton-M-Rakete vom Weltraumbahnhof Baikonur aus zur Raumstation. Der Start des zugeteilten Aufbaufluges 3R war ursprünglich für 2009 geplant, sollte dann 2014 erfolgen, verzögerte sich aber aufgrund mehrerer technischer Probleme immer wieder und fand am 21. Juli 2021 statt.

### Inbetriebnahme

Bei einem Außenbordeinsatz am 28. April 2022 lösten die Kosmonauten Matwejew und Artemjew Schutzabdeckungen, so dass der Arm bewegt werden konnte. Die Abbildung zeigt die ersten Bewegungen des Arms im Zeitraffer.

In einer Serie von Außenbordeinsätzen wurde ERA 2022 in Betrieb genommen. Dabei brachten die russischen Kosmonauten Denis Matwejew und Oleg Artemjew zunächst bei einem ersten Einsatz am 18. April das externe Steuermodul EVA-MMI an, lösten Schutzabdeckungen und befestigten Haltegriffe. Auf einem zweiten Einsatz am 28. April lösten beide Kosmonauten eine weitere Schutzabdeckung, so dass der Arm aus der Transport-Konfiguration bewegt werden konnte. Diese gefaltete Lagerung wurde von den Ingenieuren als „Charlie Chaplin“ bezeichnet, weil der Roboterarm in dieser Position angeblich dem Schauspieler ähnlich gesehen habe. Der russische Kosmonaut Sergei Wladimirowitsch Korsakow steuerte den Arm dann aus dem Innern der Raumstation von der Rück- auf die Vorderseite des Nauka-Moduls.
Im Juli 2022 nahmen Artemjew und die ESA-Astronautin Samantha Cristoforetti letzte Tests bei einem Außeneinsatz vor, obwohl der Direktor der russischen Raumfahrtbehörde noch eine Woche zuvor angeordnet hatte die Arbeiten am Arm als Reaktion auf die europäischen Sanktionen im Kontext des Kriegs in der Ukraine einzustellen. Bei einem Außeneinsatz am 17. August sollten Matwejew und Artemjew letzte Anpassungen vornehmen. Dieser musste aufgrund von Batterieproblemen in Artemjews Anzug jedoch vorzeitig abgebrochen werden. Am 24. August wurde ein Steuerungstest aus dem Inneren der Station erfolgreich durchgeführt. Bei einem weiteren Außeneinsatz am 2. September führten die beiden die übrigen Arbeiten durch. Seitdem wurde der Arm mit verschiedenen Probelasten getestet.
ERA sollte nach der erfolgreichen Installation zunächst Nutzlasten, die an dem Modul Rasswet befestigt sind, verfügbar machen. Diese Komponenten wurden mit dem Shuttle-Transportflug für das Modul Rasswet (STS-132) im Jahr 2010 geliefert und blieben seitdem ungenutzt. Darunter befinden sich eine Luftschleuse, ein Radiator und Ersatzteile für ERA selbst.

## Der ERA im Einsatz
Nach den Tests und der erfolgreichen Installation steht ERA für den routinemäßigen Einsatz auf dem russischen Segment der ISS zur Verfügung. 
Am 15. Dezember 2022 verwendete die russische Kosmonautin Anna Kikina den Arm für eine optische Untersuchung eines Lecks, bei dem Kühlflüssigkeit aus der angedockten Sojus-Raumkapsel MS-22 in den Weltraum austrat. Das Leck war entdeckt worden, als sich die russischen Kosmonauten Sergej Prokopjew und Dmitri Petelin auf einen Außenbordeinsatz vorbereiten und bereits ihre Raumanzüge angezogen hatten. Der Einsatz wurde abgebrochen und Kikina nutzte ERA um weitere Erkenntnisse über das Problem zu sammeln.

## Technischer Aufbau

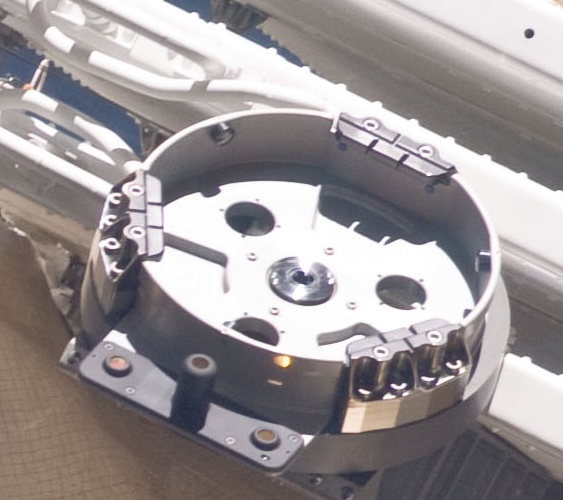
Einer der Griffpunkte, der sogenannten Grapple Fixtures, an denen der Arm befestigt werden kann, um sich entlang der Raumstation zu bewegen. Hier abgebildet ist ein Griffpunkt am Modul Rasswet.

Das Modul Nauka ist das Ausgangsmodul für ERA und enthält neben mehreren Versorgungspunkten auch den Steuerstand, der es der Besatzung ermöglicht, den Roboterarm aus dem Inneren der ISS zu bedienen. Darüber hinaus wird es auch außerhalb der Station möglich sein, den Roboterarm während eines Außenbordeinsatzes zu steuern. Bei der Steuerung aus dem Stationsinneren, kurz als IVA-MMI bezeichnet (Intra Vehicular Activity-Man Machine Interface), wird ein Laptop verwendet, auf dem der bedienende Astronaut den Arm und dessen Umgebung beobachten kann. Bei der Kontrolle des Armes während eines Ausstiegs, dem EVA-MMI (Extra Vehicular Activity-Man Machine Interface), kommt ein speziell angepasstes Steuermodul zum Einsatz, das eigens zur Bedienung mit sperrigen Handschuhen der Raumanzüge ausgelegt ist.

### Komponenten
- Zwei ca. 5 m lange, symmetrische Arm-Sektionen aus CFK (Gliedmaßen, engl. limbs)
- Zwei identische Greifer (engl. End Effectors (EE)) die auch Daten, Strom und mechanischen Antrieb auf Nutzlasten übertragen können
- Zwei Handgelenke mit je drei Verbindungsstellen
- Eine dem Ellbogen ähnliche Verbindung
- Einen zentralen Steuerungscomputer im Arm (engl. ERA Control Computer (ECC))
- Vier Kameras und dazugehörige Beleuchtungseinheiten (engl. Camera and Light Units (CLU))

### Technische Daten
- Gesamtlänge: 11,3 m
- Operationsradius: 9,7 m
- Masse: 630 kg
- Maximale Nutzlast: 8 t
- Maximale Bewegungsgeschwindigkeit: 0,1 m/s
- Positionierungsgenauigkeit: 5 mm
- Energieverbrauch: 475 W im Durchschnitt, 800 W maximal
- Betriebsspannung: 120 V Gleichspannung